# Реакция Зинина
Реа́кция Зинина — метод получения ароматических аминов восстановлением нитросоединений:
{\displaystyle {\mathsf {RNO_{2}{\xrightarrow[{}]{6H}}RNH_{2}}}}
Эту реакцию впервые осуществил Н. Н. Зинин в 1842 году. Действуя на нитробензол сульфидом аммония, он получил анилин:
{\displaystyle {\mathsf {C_{6}H_{5}NO_{2}+3(NH_{4})_{2}S\rightarrow C_{6}H_{5}NH_{2}+6NH_{3}+3S+2H_{2}O}}}
Реакцию в лабораторных условиях проводят с цинком в кислой среде:
{\displaystyle {\mathsf {C_{6}H_{5}NO_{2}+3Zn+7HCl\rightarrow [C_{6}H_{5}NH_{3}]Cl+2H_{2}O+3ZnCl_{2}}}}
Или с алюминием в щелочной среде:
{\displaystyle {\mathsf {C_{6}H_{5}NO_{2}+2NaOH+2Al+4H_{2}O\rightarrow C_{6}H_{5}NH_{2}+2Na[Al(OH)_{4}]}}}